# Carter Hutton
Carter Hutton, född 19 december 1985, är en kanadensisk professionell ishockeymålvakt som spelar för Toronto Maple Leafs i NHL. 
Han har tidigare spelat för Arizona Coyotes, Buffalo Sabres, St. Louis Blues, Nashville Predators och Chicago Blackhawks.
Hutton blev aldrig draftad av något lag.
Den 1 juli 2018 skrev han som free agent på ett treårskontrakt värt 8,25 miljoner dollar med Buffalo Sabres.